# Dis-le
 (août 2022).
 (août 2022).
Dis-le (Say the Word) est le cinquième épisode de la saison 3 de la série télévisée The Walking Dead, classifiée dans le genre des séries télévisées d'horreur post-apocalyptique. Il a été diffusé sur AMC aux États-Unis le 12 novembre 2012, a été écrit par Angela Kang et réalisé par Greg Nicotero. L'épisode a été généralement bien accueilli.

## Intrigue
Rick, traumatisé par la mort de sa femme Lori lors de son accouchement, abandonne sa responsabilité de père envers sa nouvelle fille et de soutien des autres membres du groupe. Il libère sa colère sur les marcheurs. Daryl intervient en tant que chef par intérim et propose d'accompagner Maggie pour trouver du lait maternisé et d'autres fournitures pour le nouveau-né.
Glenn, Axel et Oscar creusent des tombes pour leurs morts, Lori et T-Dog ; Glenn garde du ressentiment envers les prisonniers Axel et Oscar ; il a perdu des amis à cause de leur co-détenu Andrew. Glenn va chercher Rick dans les tunnels de la prison, qui tue toujours des marcheurs sans réfléchir. 
Glenn essaie de convaincre Rick de revenir avec lui, mais celui-ci le projette contre le mur. Glenn comprend que Rick est dans un état d'esprit dangereux, il décide de le laisser seul. 
Daryl et Maggie récupèrent avec succès les fournitures d'une garderie abandonnée et s'occupent du nouveau-né. Daryl demande à Carl comment nommer sa sœur et il envisage les noms de ceux qu'ils ont déjà perdus. Daryl visite plus tard la tombe de fortune de Carol, y plaçant une rose Cherokee pour honorer sa mémoire.
Rick a trouvé la chaufferie où Lori est morte ; il trouve un marcheur gonflé à l'intérieur, mais sans aucune trace du corps de Lori. Croyant que le marcheur avait mangé son cadavre, Rick l'exécute et envisage de l'ouvrir pour chercher le cadavre de Lori, mais il y renonce. Alors qu'il est assis dans la chaufferie, pensant à lui-même, le téléphone de la pièce sonne soudainement. Il va y répondre.
À Woodbury, la ville se prépare pour une célébration dirigée par le Gouverneur. Michonne, toujours méfiante à son égard, tente de récupérer son katana dans ses quartiers. Après l'avoir récupéré, elle est forcée de se cacher alors que le gouverneur revient. Elle entend Milton avertir le gouverneur que sa célébration retardera ses expériences. Elle sort par une fenêtre arrière pour éviter d'être attrapée et découvre dans une cour plusieurs cages remplies de marcheurs. Elle ouvre les cages et les tue méthodiquement. Elle est attrapée et emmenée au gouverneur. Il lui ordonne de faire partie de « l'équipe de recherche ». Cette équipe, incluant Milton et Merle, est chargée de ramener à Woodbury les rôdeurs encore animés qui sont piégés dans des fosses.
Le gouverneur parle de Michonne à Andrea ; elle  l'avertit qu'elle crée des tensions à Woodbury. Michonne essaie encore de convaincre Andrea de partir avec elle. Andrea, qui pensait que le gouverneur ne les laisserait pas partir, s'étonne que Merle leur permette de quitter librement la ville. Andrea hésite et choisit de ne pas partir, ne voulant pas passer encore huit mois à se battre pour sa vie. Michonne décide de partir seule. Ce soir-là, le gouverneur demande à Andrea de se joindre à eux pour regarder Merle s'entraîner contre Martinez alors qu'il est entouré de marcheurs enchaînés. Andrea considère l'événement comme barbare, mais le gouverneur insiste : cela enseignera aux habitants de la ville à ne pas avoir peur.

## Accueil
L'épisode a été généralement bien accueilli. Zack Handlen, écrivant pour The A.V. Club, a attribué à l'épisode un « B » sur une échelle de « A » à « F ». Il a souligné « l'intensité fébrile » du déchaînement sans voix de Rick, mais il a émis quelques critiques aux personnages inintéressants, et à la révélation « assez décevante  » des festivités de Woodbury. Eric Goldman a donné à l'épisode une note de 8,5 sur 10, louant le développement de Woodbury, le Gouverneur, Rick, Daryl et Michonne dans cet épisode. Handlen et Goldman ont désigné le dialogue de Glenn avec Hershel comme un point faible, affirmant que le dialogue de Glenn était trop simple et sa description de l'héroïsme invisible de T-Dog était « proche de l'auto-parodie ».